# 반천천 (울산)
반천천(盤泉川)은 대한민국의 하천이다.

## 개요
울산광역시 울주군 언양읍의 울산중구 예비군훈련장 부근에서 발원하며, 곰재골 부근에서 동남류 헌디골 부근에서 동류하다가 울산광역시 울주군 언양읍 반천리의 태화강으로 흘러드는 강이다. 1999년 3월 16일 울주군이 석(石)공사 위주의 언양읍의 이 강 복구공사를 하면서 석공면허가 없는 토공전문업체에 맡기는 등 21건의 수해복구공사를 수의계약 하면서 공사내용과 다른 전문업체와 계약한 것으로 드러났다.